# Branzi
Branzi es una localidad y comune italiana de la provincia de Bérgamo, región de Lombardía, con 762 habitantes.

## Evolución demográfica
| Gráfica de evolución demográfica de Branzi entre 1861 y 2001 |
|                                                              |
| Fuente ISTAT - elaboración gráfica de Wikipedia              |